# Itamar Schülle
Itamar Schulle (Ituporanga, 8 de abril de 1966) é um treinador e ex-futebolista brasileiro. Atualmente comanda o Retrô.

## Carreira
Como jogador profissional, o maior destaque da carreira de Itamar foi o título catarinense atuando pelo Brusque, em 1992. Iniciou sua carreira de treinador no Alto Vale, em 2002. Em seguida rodou por diversos clubes, sendo a maioria de Santa Catarina e Rio Grande do Sul como: São Bento, Nacional-PR, Juventus-SC, Metropolitano-SC, Figueirense, São Carlos-SP, Joinville, Rio Branco-PR, São Luiz-RS, Brasil de Pelotas, Criciúma, Botafogo-PB, Pelotas. Em 2011 comandou o São José de Porto Alegre e o Brusque. Em 13 de março de 2012 foi demitido do Novo Hamburgo e poucos minutos depois foi anunciado como novo técnico da Chapecoense. Ainda em 2012, após sua saída da Chapecoense assumiu o Santo André. Voltou a treinar o Novo Hamburgo em 2013 e ficou até setembro de 2014, se transferindo para o Caxias, treinando o clube na Série C 2014. Após uma temporada fraca com o time gaúcho, assinou contrato com o Operário Ferroviário de Ponta Grossa-PR. No time paranaense, Itamar comandou a equipe ao seu primeiro título estadual: o Campeonato Paranaense de 2015. Em 3 de novembro de 2015, foi anunciado como novo técnico do Botafogo-PB.  
Para a reta final da Série B de 2017 foi anunciado como treinador do ABC, com a missão de evitar o rebaixamento do clube. Após empate com o Guarani e com o provável rebaixamento do Mais Querido, Itamar deixou o cargo de treinador do ABC. Em 2023 foi anunciado seu retorno ao Santa Cruz, para treinar a equipe em 2024, com a missão de deixar o Santa Cruz com um calendário para 2025. Para isso, precisa obter a vaga ao final do Campeonato Pernambucano. 

### Concórdia
Em 2021, Itamar assinou contrato com o Concórdia para o Campeonato Catarinense 2022. O objetivo era se manter na primeira divisão primeiramente, em seguida conseguir uma vaga no Campeonato Brasileiro Série D 2023. Mas Itamar foi mais longe, conseguiu chegar as semifinais, onde foi eliminado pelo Brusque,que se tornaria campeão naquele ano. O Concórdia eliminou a Chapecoense nas quartas-de-finais.
O Concórdia terminou o campeonato em terceiro lugar, atrás apenas dos finalistas Brusque e Camboriú. Com isso, conseguiu a vaga na serie D por pouco não conseguiu uma vaga na Copa do Brasil 2023. Seu contrato foi renovado até o final da Brasileiro serie D 2023.

### Botafogo PB
Em 23 de junho de 2022 foi contratado pelo Botafogo PB para comandar o clube na Série C.

## Títulos

### Como treinador
Botafogo-PB
- Campeonato Paraibano: 2017

Operário-PR
- Campeonato Paranaense: 2015

Novo Hamburgo
- Copa Willy Sanvitto: 2013
- Campeonato Metropolitano: 2013

Brusque
- 1º Turno da Copa Santa Catarina: 2011

Juventus-SC
- Campeonato Catarinense - Série B: 2004

Cuiabá
- Campeonato Mato-Grossense: 2018, 2019

Retrô
- Campeonato Brasileiro - Série D: 2024

## Estatísticas

### Como treinador
Atualizado até 05 de setembro de 2020.
| Clube      | Jogos | Vitórias | Empates | Derrotas | Aproveitamento |
| ---------- | ----- | -------- | ------- | -------- | -------------- |
| Santa Cruz | 28    | 15       | 9       | 4        | 64.29%         |